# Стобенский, Степан
Степан Стобенский (укр. Степан Стобенський; начало XVIII века — XVIII века) — украинский архитектор и скульптор эпохи барокко.

## Биография

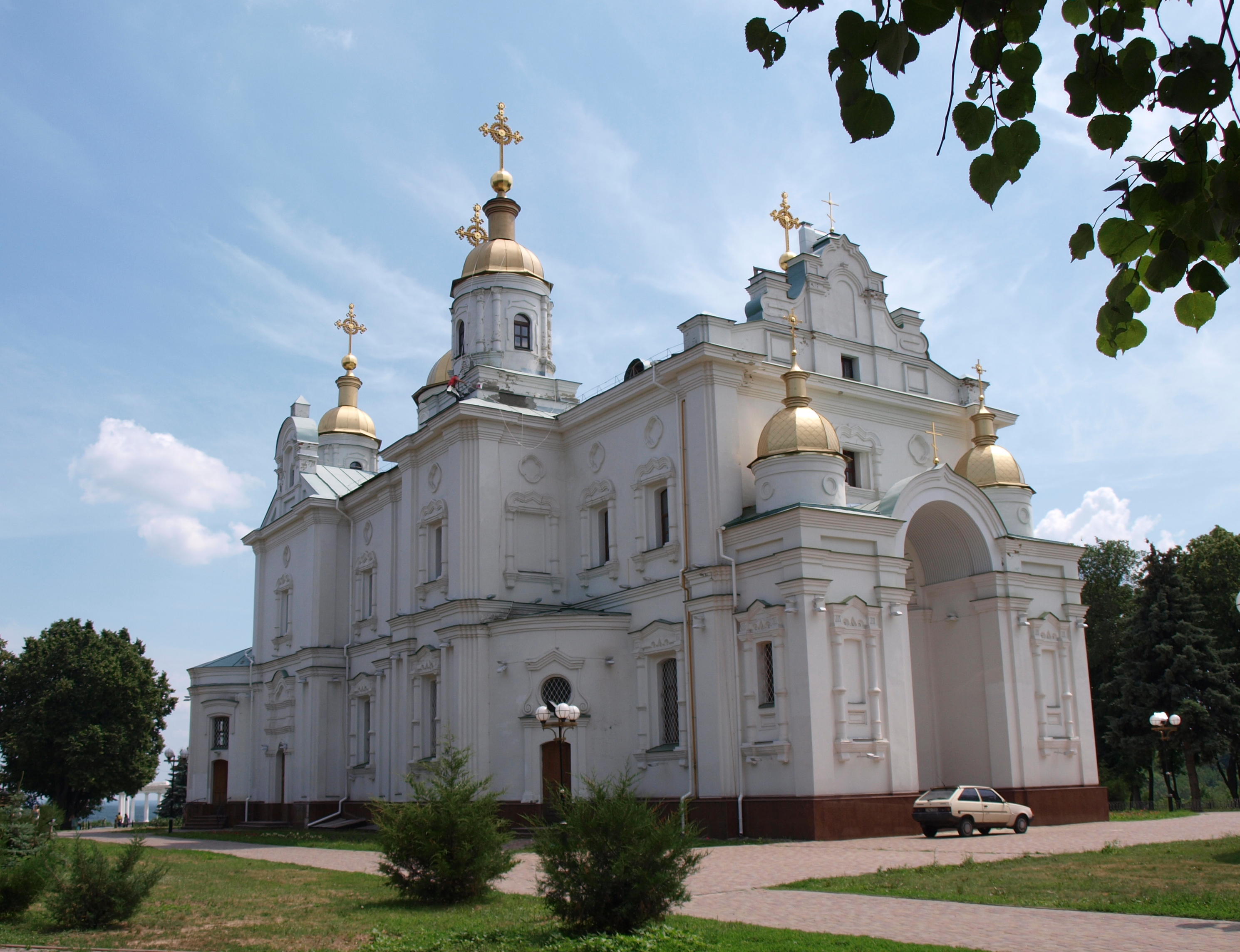
Успенская церковь в Полтаве (современный вид)

Родом из г. Жолква. Младший брат Игнатия Стобенского, мастера художественной резьбы по дереву Жолковской школы первой половины XVIII века. Его племянником был Иван Стобенский, также мастер художественной резьбы по дереву.
Родом из Жолквы. Первые профессиональные навыки получил в мастерской брата. В 1746 году вместе с Иваном Стобенским переехал в Киев, где в 1748 году они принимали участие в скульптурно-декоративной отделке и перестройке колокольни монастыря Софийского собора. Выполнил здесь всю скульптурно-декоративную отделку. Четырёхугольные, уменьшающиеся кверху ярусы колокольни мастерски покрыты лепной орнаментикой мастера С. Стобенского.
В 1750-х годах руководил сооружением Успенской церкви в Полтаве, главного храма на территории Полтавской крепости.